# ماکت معماری

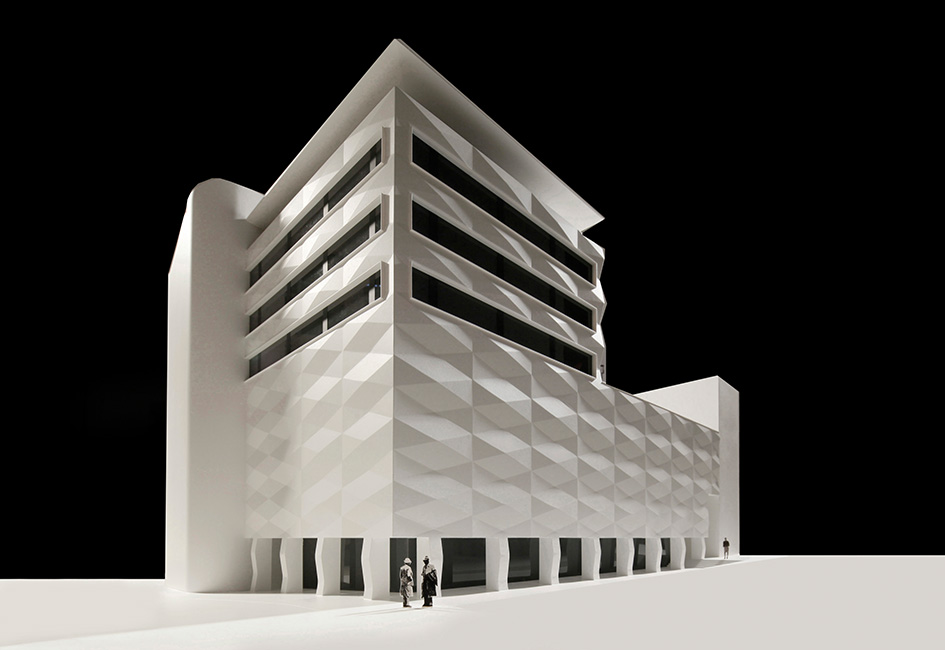
مدل معماری زوننهوف در راپرزویل، همراه با ماکت‌های پرسوناژ انسان در مقابل آن

ماکت معماری نوعی ماکت است که برای بررسی جنبه‌های یک طراحی معماری یا انتقال مفهوم طراحی ساخته می‌شود. این مدل‌ها با استفاده از مواد مختلفی از جمله کاغذ، گچ، پلاستیک، رزین، چوب، شیشه و فلز ساخته می‌شوند.
ماکت‌ها یا با استفاده از تکنیک‌های سنتی دست‌ساز ساخته می‌شوند، یا از طریق فناوری‌های چاپ سه‌بعدی مانند استریولیتوگرافی، ساخت فیلامنت جوش‌خورده و زینترینگ لیزری انتخابی تولید می‌شوند.

## تاریخچه
استفاده از ماکت‌های معماری به دوران پیش از تاریخ بازمی‌گردد. برخی از قدیمی‌ترین ماکت‌های باقی‌مانده در معابد تارکسیین در مالت کشف شده‌اند. این ماکت‌ها اکنون در موزه ملی باستان‌شناسی مالت نگهداری می‌شوند.

## هدف

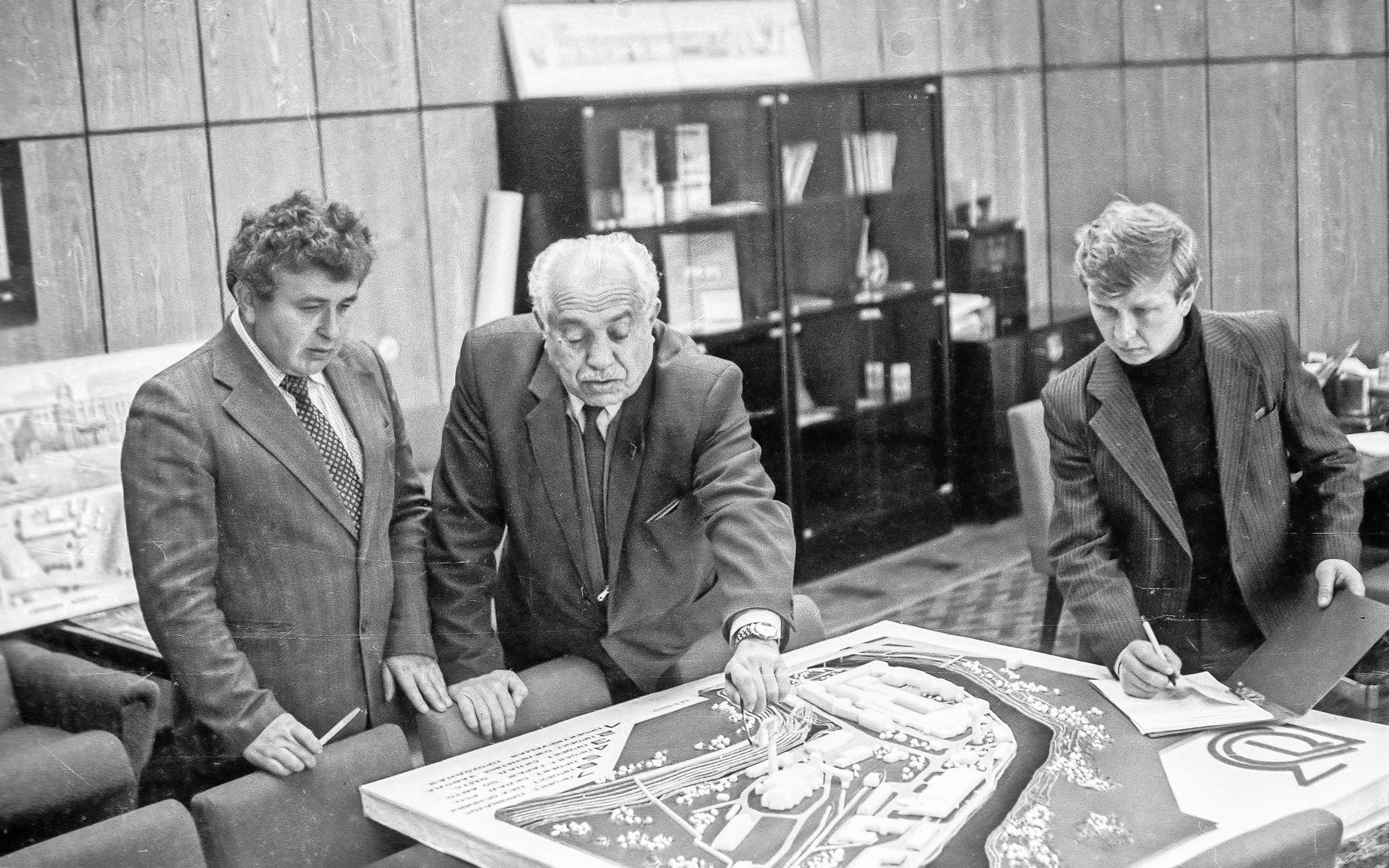
مدیران پروژه با استفاده از یک مدل معماری دربارهٔ توسعه مجموعه صنعتی گفتگو می‌کنند.

مدل‌های معماری توسط معماران برای اهداف مختلفی استفاده می‌شوند، از جمله:
- مدل‌های «آد هاک» یا «اسکچ» گاهی برای مطالعه تعامل حجم‌ها، دیدگاه‌های مختلف یا مفاهیم در طول فرایند طراحی ساخته می‌شوند. این مدل‌ها در توضیح یک طراحی پیچیده یا غیرمعمول به سازندگان مفید هستند. همچنین به عنوان محلی برای بحث میان معماران، مهندسان و برنامه‌ریزان شهری عمل می‌کنند.
- مدل‌های ارائه‌ای می‌توانند برای نمایش، تجسم یا فروش یک طراحی نهایی استفاده شوند.

یک مدل همچنین به عنوان یک قطعه نمایشی عمل می‌کند. زمانی که یک ساختمان تکمیل می‌شود، مدل گاهی در یک منطقه مشترک از ساختمان نمایش داده می‌شود.
انواع مدل‌ها عبارتند از:
- مدل‌های خارجی مدل‌هایی از ساختمان‌ها هستند که معمولاً شامل فضای سبز یا فضاهای شهری اطراف ساختمان می‌باشند.
- مدل‌های داخلی مدل‌هایی هستند که طراحی فضای داخلی، پوشش‌ها، رنگ‌ها، مبلمان و زیباسازی‌ها را نمایش می‌دهند.
- مدل‌های طراحی منظر مدل‌هایی از طراحی و توسعه منظر هستند که ویژگی‌هایی مانند مسیرها، پل‌های کوچک، آلاچیق‌ها، الگوهای گیاهی و زیباسازی‌ها را نمایش می‌دهند. مدل‌های طراحی منظر معمولاً فضاهای عمومی را نشان می‌دهند و در برخی موارد ممکن است شامل ساختمان‌ها نیز باشند.
- مدل‌های شهری معمولاً در مقیاس‌های بسیار کوچکتر ساخته می‌شوند (از مقیاس ۱:۵۰۰ و کمتر، مانند ۱:۷۰۰، ۱:۱۰۰۰، ۱:۱۲۰۰، ۱:۲۰۰۰ و ۱:۲۰۰۰۰)، که چند بلوک شهری، حتی یک شهر یا روستا، یک تفریحگاه بزرگ، یک دانشگاه، یک تأسیسات صنعتی، یک پایگاه نظامی و غیره را نشان می‌دهند. مدل‌های شهری ابزاری برای برنامه‌ریزی و توسعه شهر و روستا هستند. مدل‌های شهری از مناطق وسیع شهری در موزه‌هایی مانند مرکز نمایش برنامه‌ریزی شهری شانگهای، موزه کویینز در نیویورک،[۲] سالن نمایش برنامه‌ریزی پکن و گالری شهری سنگاپور به نمایش گذاشته می‌شوند.
- مدل‌های مهندسی و ساخت و ساز اجزای مجزای یک ساختمان یا ساختار و تعاملات آن‌ها را نشان می‌دهند.

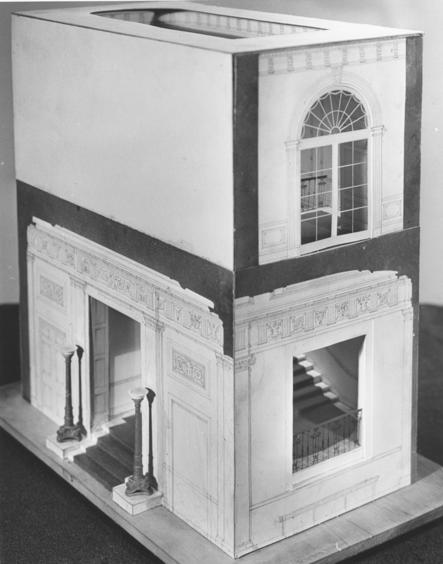
ماکتی از معمار لورنزو وینسلو که او برای بررسی ساختار پله‌های بزرگ در کاخ سفید استفاده کرد، برای طراحی مجدد بخش شرقی (East Wing) آن.
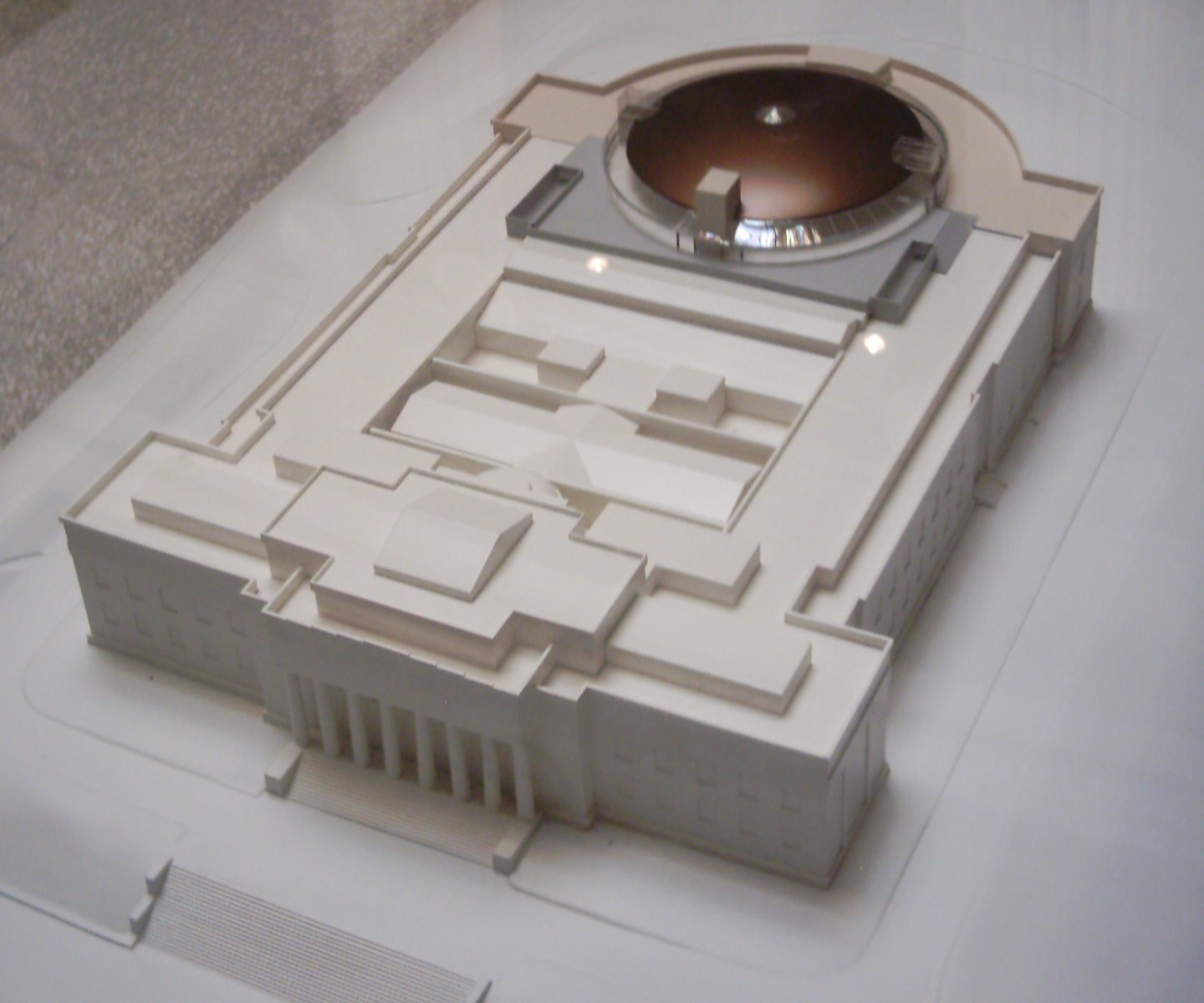
ماکت ساختمان موزه.
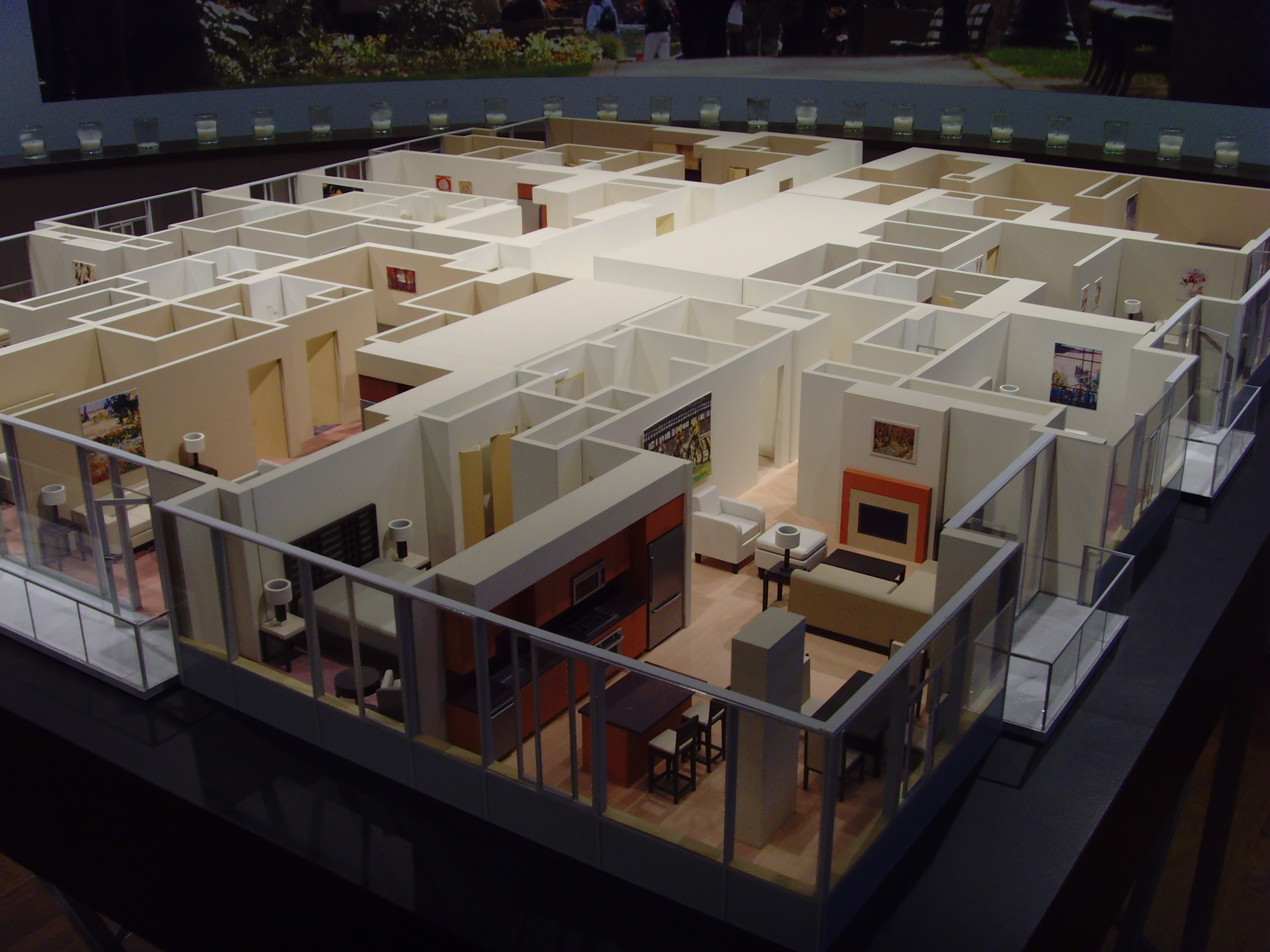
ماکت داخلی ساختمان.
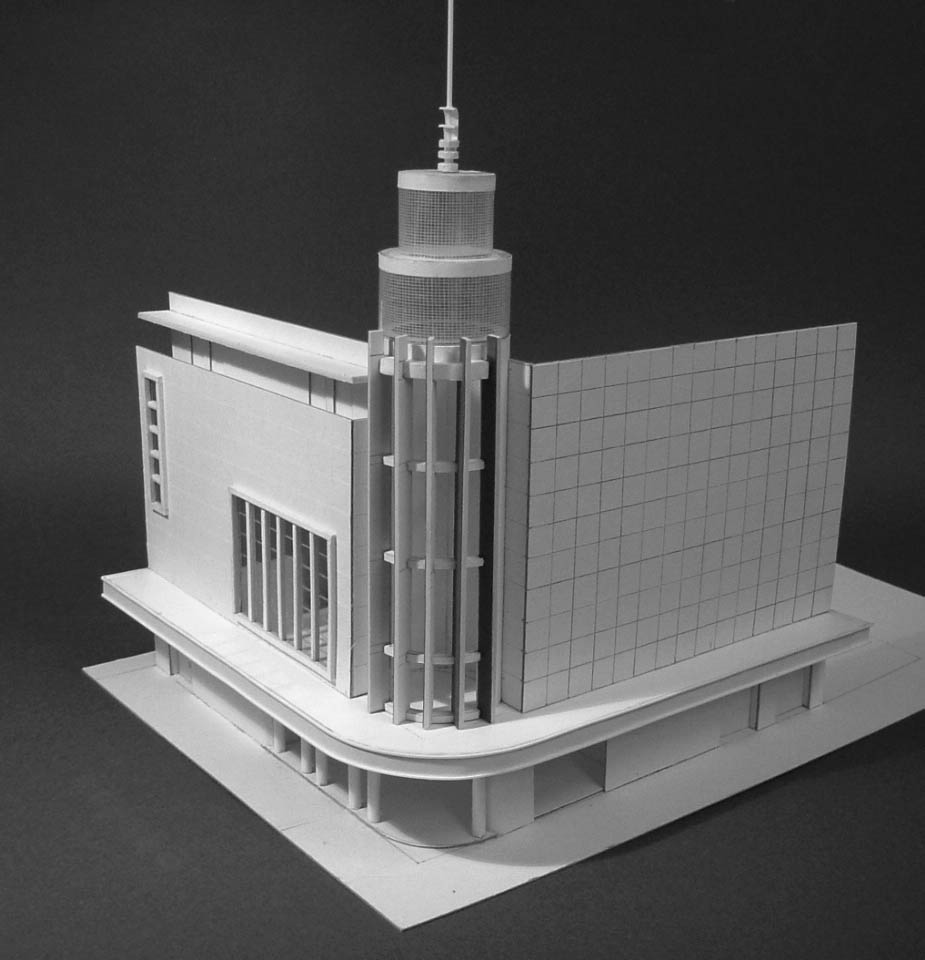
ماکت تئاتر کاپیتول که اکنون تخریب شده است در منطقه کازوی بای، هنگ کنگ.
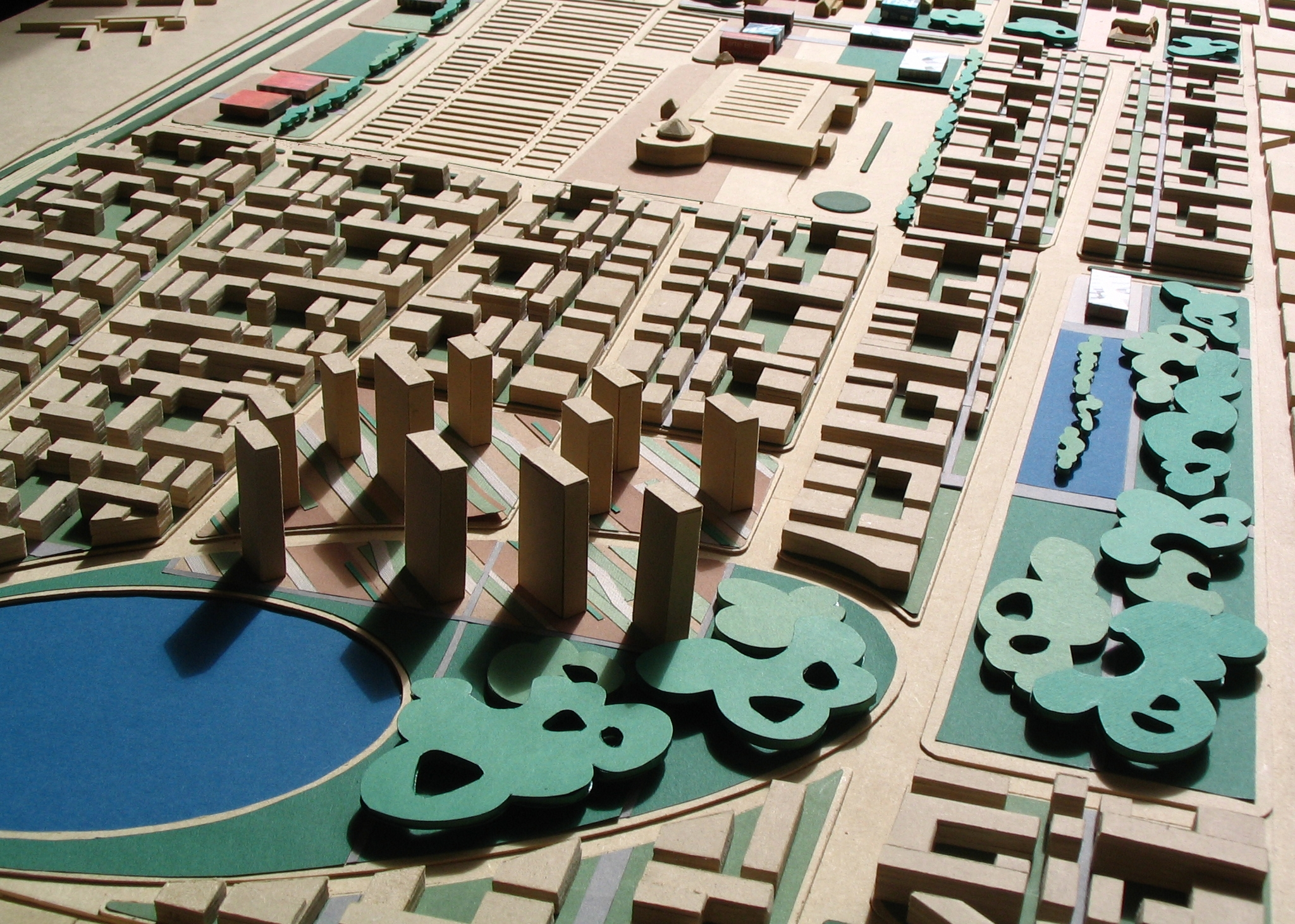
ماکتی که برای برنامه‌ریزی شهری در استان بوئنوس آیرس استفاده می‌شود.
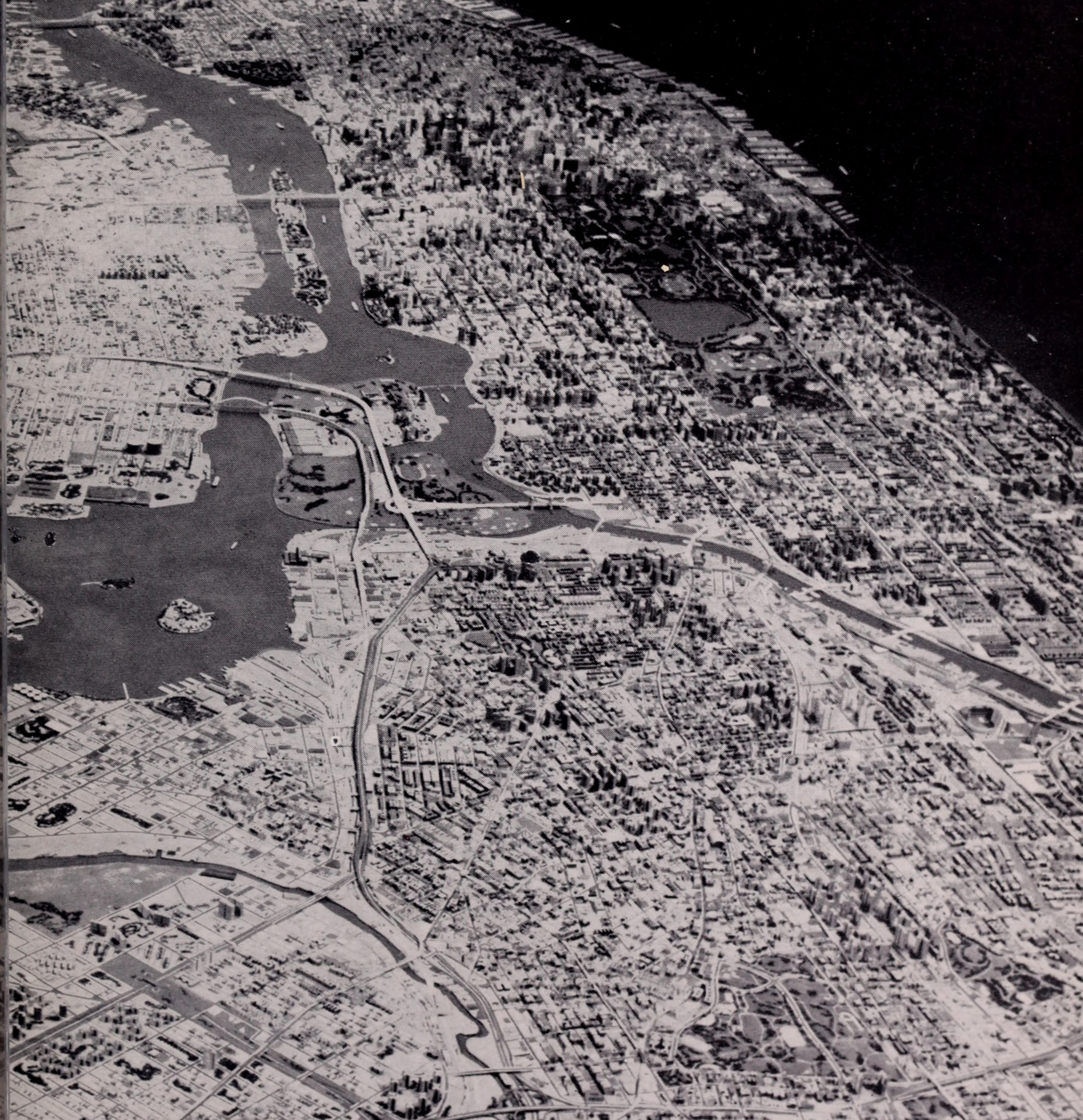
ماکت شهر نیویورک، نمایشگاه جهانی (۱۹۶۴)

## مدل‌سازی مجازی
ساختمان‌ها به‌طور فزاینده‌ای با استفاده از نرم‌افزارهای سیستم طراحی با کمک کامپیوتر (CAD) طراحی می‌شوند. مدل‌سازی مجازی اولیه شامل قرار دادن خطوط و نقاط دلخواه در فضای مجازی بود، عمدتاً برای تولید نقشه‌های فنی. بسته‌های مدرن شامل ویژگی‌های پیشرفته‌ای مانند پایگاه‌داده‌های اجزاء، محاسبات مهندسی خودکار، پروازهای تصویری، انعکاس‌های دینامیک، و بافت‌ها و رنگ‌های دقیق هستند.
به عنوان توسعه‌ای برای CAD (طراحی با کمک کامپیوتر) و BIM (مدل‌سازی اطلاعات ساختمان)، جلسات معماری واقعیت مجازی نیز در حال پذیرش هستند. این فناوری به شرکت‌کنندگان این امکان را می‌دهد که در یک مدل مقیاس ۱:۱ غوطه‌ور شوند و به‌طور اساسی پیش از ساخت، تجربه‌ای از ساختمان داشته باشند.

### لیست نرم‌افزارهای CAD و BIM
- اتودسک رویت
- اتوکد
- راینوسروس تری‌دی
- اسکچ‌آپ
- آرشیکد
- وکتور ورک
- اتودسک تری‌دی‌اس مکس

## مصالح
ماکت‌های اولیه می‌توانند به‌سرعت با استفاده از مقوا، بلوک‌های چوبی، پلی‌استایرن، فوم، تخته‌های فومی و مواد دیگر ساخته شوند. چنین مدل‌هایی ابزاری کارآمد برای درک سه‌بعدی ساختار، فضا یا فرم هستند و توسط معماران، طراحان داخلی و طراحان نمایشگاه‌ها استفاده می‌شوند.
مصالح رایج که برای قرن‌ها در ساخت مدل‌های معماری استفاده می‌شدند شامل کاغذ مقوا، چوب بالسا، چوب باس و چوب‌های دیگر بودند. سازندگان مدل‌های معماری حرفه‌ای مدرن از مواد قرن ۲۱ استفاده می‌کنند، مانند تسک‌بورد (یک تخته چوبی/فیبر فشرده و سبک)، پلاستیک‌ها، ترکیبات چوبی و چوب-پلاستیک، فوم‌ها، تخته فومی و ترکیبات اورتان.
چندین شرکت قطعات آماده برای اجزای ساختاری (مانند تیرها، خرپاها)، روکش‌ها، مبلمان، مجسمه‌ها (افراد)، وسایل نقلیه، درختان، بوته‌ها و ویژگی‌های دیگر که در ماکت یافت می‌شوند، تولید می‌کنند. ویژگی‌هایی مانند وسایل نقلیه، مجسمه‌های افراد، درختان، چراغ‌های خیابانی و دیگر موارد «عناصر مناظری» نامیده می‌شوند و نه تنها برای زیباسازی مدل بلکه برای کمک به مشاهده‌کننده در درک صحیح مقیاس و تناسباتی که مدل نمایش می‌دهد، استفاده می‌شوند.

به‌طور فزاینده‌ای، تکنیک‌های نمونه‌سازی سریع مانند پرینت سه‌بعدی و ماشین‌کاری CNC برای ساخت ماکت به‌طور خودکار و مستقیماً از طرح‌های CAD استفاده می‌شوند.

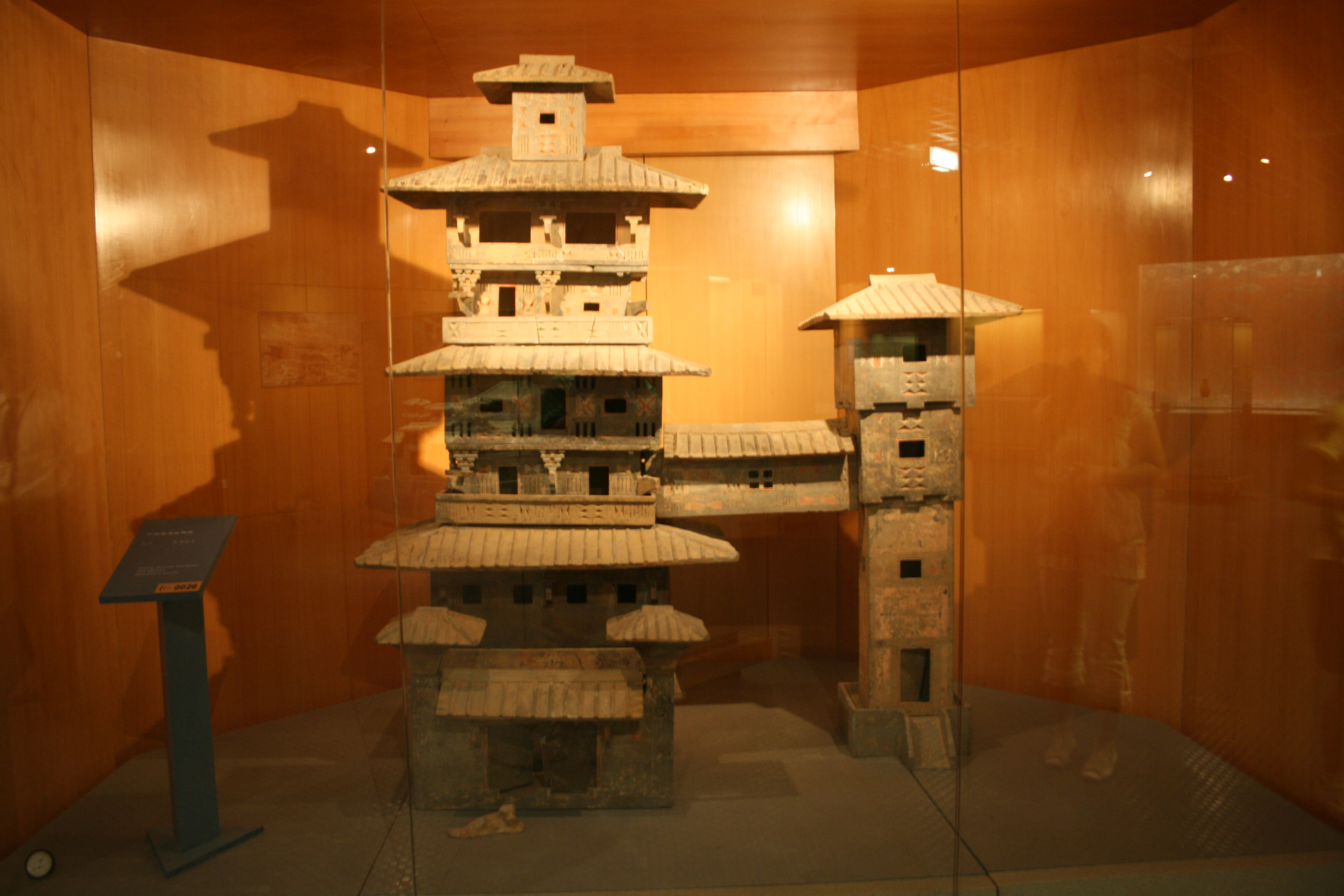
ماکت سفالی از دو برج مسکونی، ساخته شده در دوران سلسله هان در چین.
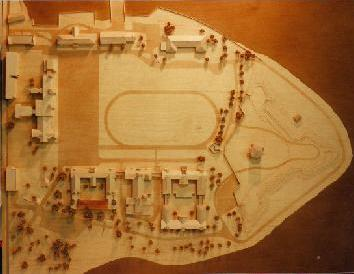
ماکت چوبی از محوطه کالج نظامی سلطنتی کانادا.
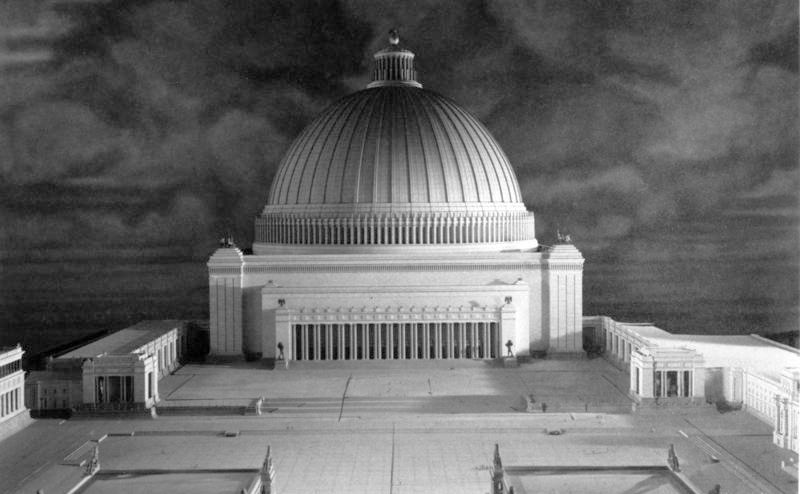
ماکت چوبی رنگ‌شده از سالن مردم (Volkshalle) در پروژه برنامه‌ریزی‌شده جرمنیا توسط هیتلر.

### ماکت چوب پنبه
ماکت چوب‌پنبه‌ای یک ماکت معماری است که عمدتاً از چوب پنبه ساخته شده است. هنر مدل‌سازی چوب پنبه همچنین پله‌وپلاستی (از کلمه یونانی φελλός به معنی چوب پنبه) نامیده می‌شود.

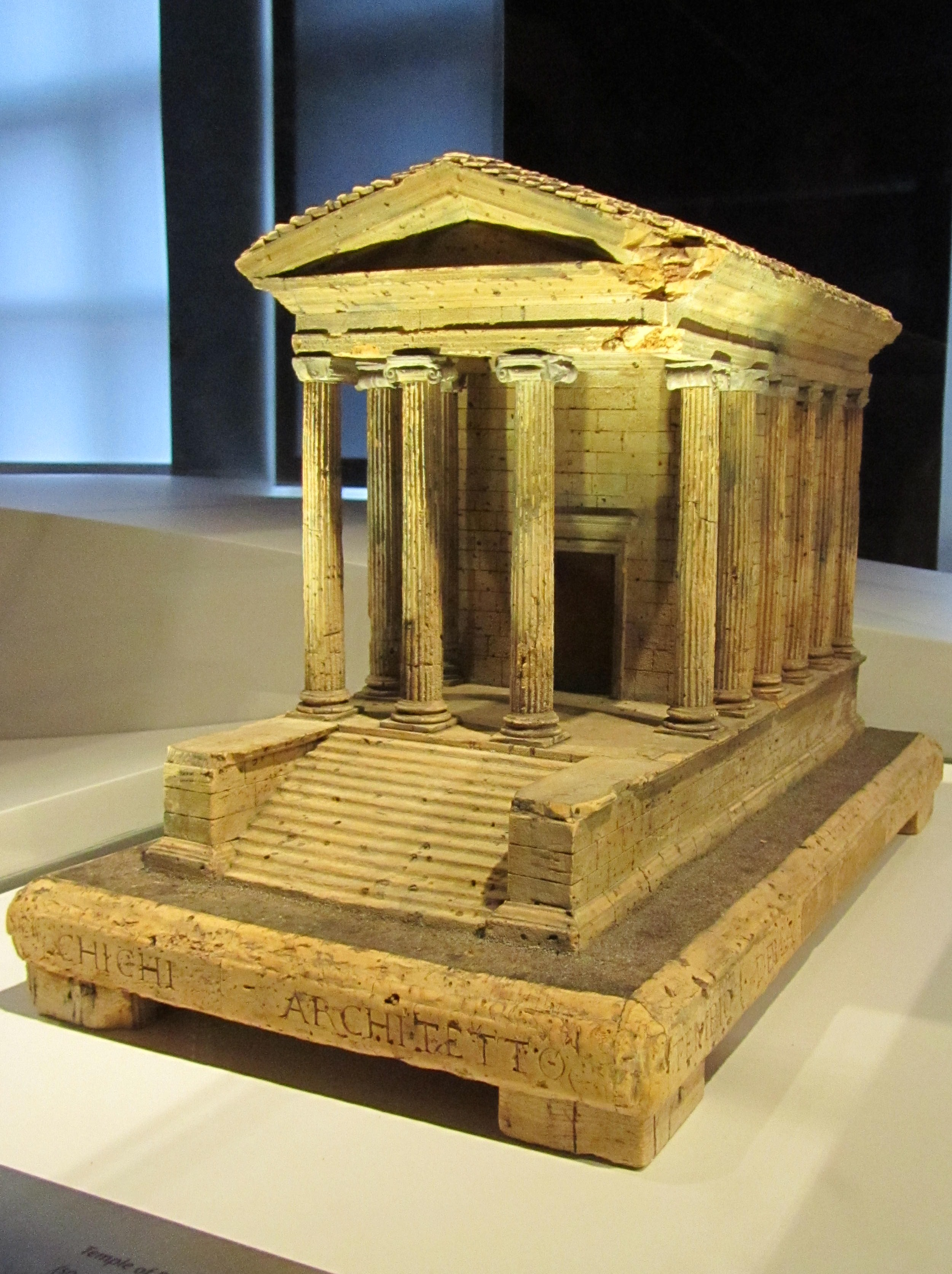
ماکت چوب پنبه معبد پورتونوس

در ناپولی در قرن شانزدهم، از چوب پنبه برای ساخت گهواره‌های کریسمس استفاده می‌شد. در قرن ۱۸ و اوایل قرن ۱۹، محبوبیت ساخت گهواره‌ها در آنجا افزایش یافت.
اختراع مدل‌های معماری ساخته شده از چوب پنبه به‌طور خودمختار به آگوستو روزا (۱۷۳۸–۱۷۸۴) نسبت داده شده است، اما جووانی آلتری (مستند ۱۷۶۶–۱۷۹۰) و آنتونیو کیکی (۱۷۴۳–۱۸۱۶) پیش از آن در رم به‌عنوان سازندگان مدل‌های چوب پنبه‌ای فعال بودند.
مدل‌های کیکی توسط کارل مای (۱۷۴۷–۱۸۲۲) و پسرش جورج هاینریش مای (۱۷۹۰–۱۸۵۳) کپی شدند.
هنرمندان دیگری شامل لوئیجی کاروتی (رم)، کارلو لوکانجلی (۱۷۴۷–۱۸۱۲، رم، ناپل)، دومنیکو پادیلیونه و پسرانش آگاستینو و فلیچه (ناپل)، و آگوست پیلت (۱۷۸۵–۱۸۶۵، نیِم) بودند. در مارسی، چندین مدل مقیاس‌دار توسط هیپولیت آژیِه (۱۸۳۰–۱۸۸۹) (موزه تاریخ مارسی) یا استانیسلا کلستریه (۱۸۵۷–۱۹۲۵) ساخته شد که حفاری‌های باستان‌شناسی را نمایش می‌دهند.
دیتر کولن یک نمونه از پله‌وپلاست‌های معاصر است که هنر مدل‌سازی چوب پنبه را ادامه می‌دهد.

#### مجموعه‌ها
بسیاری از ماکت‌های چوب پنبه‌ای از آثار باستانی کلاسیک در ایتالیا ساخته شده و به گردشگران در دوران گرند تور فروخته می‌شدند. چوب پنبه، به‌ویژه زمانی که با دقت رنگ‌آمیزی می‌شد، ایده‌آل برای بازسازی ظاهر فرسوده سطوح دیوارها بود.
به‌طور کلی، این مدل‌ها به مقیاس بزرگ تولید می‌شدند (مدل کولوسئوم در آشافتن‌بورگ سه متر طول و یک متر ارتفاع دارد) و با دقت بالا ساخته می‌شدند.
ماکت‌های چوب پنبه‌ای در دربارهای شاهزاده‌نشین قرن ۱۸ مورد احترام بودند. این مدل‌ها همچنین به‌دلیل ارزش علمی‌شان در اواخر قرن ۱۸ و اوایل قرن ۱۹ توسط مدارس معماری یا مؤسساتی مانند جامعه آنتیک‌شناسان لندن و موزه بریتانیا خریداری می‌شدند، به‌عنوان راهی برای آشنایی عموم مردم با معماری باستانی.
با وجود آسیب‌پذیری‌شان، مدل‌های چوب پنبه‌ای اغلب بهتر از مدل‌های چوبی که در معرض آفات چوب‌خوار بودند، باقی مانده‌اند.
علاوه بر پادشاهان و شاهزاده‌ها، مدل‌های چوب پنبه‌ای توسط افرادی همچون فیلیپو فارستی (۱۷۰۳–۱۷۴۴) در ونیز، پیر گاسپارد ماری گریمود دورسه (۱۷۴۸–۱۸۰۹)، و معمار لوئی-فرانسوا کاسا در فرانسه، چارلز تاونلی، یا سر جان سون در لندن جمع‌آوری شدند، کسی که خانه‌اش را به موزه تبدیل کرد، و موزه سر جان سون که مجموعه‌ای از ۱۴ مدل چوب پنبه‌ای از بناهای رومی و یونانی را در خود جای داده است.
ماکت چوب پنبه‌ای کیکی در آکادمی سلطنتی هنرها در سن پترزبورگ، روسیه (۳۴ مدل ساخته‌شده در حدود ۱۷۷۴)؛ کاخ ویلهلم‌شوه، کاسل (۳۳ مدل ساخته‌شده بین ۱۷۷۷–۱۷۸۲)؛ موزه ایالتی هسه در دارمشتات (۲۶ مدل خریداری‌شده در ۱۷۹۰–۹۱)؛ و موزه دوک گوتا (۱۲ مدل خریداری‌شده پس از ۱۷۷۷–۱۷۷۸) یافت می‌شوند؛ برای اطلاعات بیشتر به ویکی‌پدیای آلمانی مراجعه کنید.
بزرگ‌ترین مجموعه مدل‌های چوب پنبه‌ای کارل مای، با ۵۴ قطعه (پس از آسیب‌های جنگی)، در آشافتن‌بورگ (کاخ یوهانیس‌بورگ) قرار دارد؛ مجموعه بزرگی دیگر از مدل‌های او نیز در موزه دولتی شوِرین نگهداری می‌شود.
در فرانسه، موزه آنتیک‌های ملی در سن-ژرمن-آن-له آثار روزا، لوکانده‌لی و پیلت را در خود دارد. موزه باستان‌شناسی نیِم (موزه باستان‌شناسی نیِم) و موزه تاریخ مارسی نیز مدل‌های چوب پنبه‌ای دارند.
مدل‌های چوب پنبه‌ای مدرن از بناهای باستانی توسط دیتر کولن در پراتوریوم در کلن به نمایش گذاشته شده‌اند.

## مقیاس
مدل‌های معماری در مقیاس بسیار کوچکتری نسبت به مدل‌های ۱:۱ خود ساخته می‌شوند.
مقیاس‌ها و کاربردهای معماری آن‌ها به‌طور کلی به شرح زیر هستند:
- ۱:۱ اندازه کامل (یا واقعی) برای جزئیات
- ۱:۲ جزئیات
- ۱:۵ جزئیات
- ۱:۱۰ فضاهای داخلی و مبلمان
- ۱:۲۰ فضاهای داخلی و مبلمان
- ۱:۵۰ فضاهای داخلی، پلان‌های دقیق طبقات، و سطوح مختلف طبقات
- ۱:۱۰۰ پلان‌های ساختمان و چیدمان‌ها
- ۱:۲۰۰ پلان‌های ساختمان و چیدمان‌ها
- ۱:۵۰۰ چیدمان‌های ساختمان یا پلان‌های سایت
- ۱:۱۰۰۰ مقیاس شهری برای پلان‌های سایت یا مکان
- ۱:۱۲۵۰ پلان‌های سایت
- ۱:۲۵۰۰ پلان‌های سایت و نقشه‌های شهری
- ۱:۵۰۰۰ نقشه‌های شهری/جزیره

گاهی از مقیاس‌های مدل راه‌آهن مانند ۱:۱۶۰ و ۱:۸۷ استفاده می‌شود به دلیل در دسترس بودن قطعات تجاری مانند انسان‌ها، وسایل نقلیه و درختان در این مقیاس‌ها، و مدل‌های ساختمان‌های بزرگ معمولاً در حدود همین مقیاس‌ها ساخته می‌شوند به دلیل ملاحظات اندازه.